# غن عونه
غن عونه (به لاتین: Gan Yavne) یک منطقهٔ مسکونی در اسرائیل است که در center واقع شده‌است.

## خواهرخوانده
شهرهای وینیپگ و پوتو خواهرخوانده‌های غن عونه هستند.